# 1963 na televisão
Nesta página encontram-se os fatos, estreias e términos sobre televisão que aconteceram durante o ano de 1963.

## Eventos

### Maio
- 1.º de maio — A Rede Tupi realiza a primeira transmissão em cores no Brasil em NTSC.

### Junho
- 28 de junho — A TV Excelsior de São Paulo realiza a primeira transmissão externa ao vivo em cores no Brasil, também pelo sistema NTSC, de um show realizado no Parque do Ibirapuera.[1]

### Setembro
- 1.º de setembro — Entra no ar a TV Excelsior Rio de Janeiro.[1]
- 21 de setembro — Entra no ar a TV Coroados, emissora própria da Rede Tupi em Londrina, Paraná.

### Outubro
- 24 de outubro — Entra no ar a TV Anhanguera, afiliada da TV Excelsior em Goiânia, Goiás.

## Programas

### Brasil

#### Junho
- 2 de junho — Estreia Programa Silvio Santos na TV Paulista.

#### Julho
- 22 de julho — Estreia 2-5499 Ocupado na TV Excelsior.
- 29 de julho — Estreia A Morta Sem Espelho na TV Record.

#### Setembro
- 7 de setembro — Termina 2-5499 Ocupado na TV Excelsior.
- 21 de setembro — Estreia Moulin Rouge - A Vida de Toulouse-Lautrec na Rede Tupi.

#### Outubro
- 4 de outubro — Estreia Aqueles Que Dizem Amar-Se na TV Excelsior.

#### Novembro
- 4 de novembro — Termina A Morta Sem Espelho na TV Record.
- 27 de novembro — Termina Aqueles Que Dizem Amar-Se na TV Excelsior.

#### Dezembro
- 10 de dezembro — Estreia Corações em Conflito na TV Excelsior.

### Reino Unido

#### Novembro
- 23 de novembro — Estreia Doctor Who na BBC.[2]

## Nascimentos
| Data           | Nome                | Profissão                              | Nacionalidade  | Observações | Ref   |
| -------------- | ------------------- | -------------------------------------- | -------------- | ----------- | ----- |
| 27 de janeiro  | Luís Ricardo        | ator, dublador, apresentador e cantor  | Brasil         |             |       |
| 3 de fevereiro | José Raposo         | ator                                   | Portugal       |             |       |
| 8 de março     | Robert Stanton      | ator                                   | Estados Unidos |             |       |
| 16 de março    | Kevin Tod Smith     | ator                                   | Nova Zelândia  | m. 2002     | [ 3 ] |
| 18 de março    | Júlia Lemmertz      | atriz                                  | Brasil         |             |       |
| 19 de março    | Zezeh Barbosa       | atriz                                  | Brasil         |             |       |
| 20 de março    | Hiroshi Watari      | ator                                   | Japão          |             |       |
| 27 de março    | Xuxa Meneghel       | apresentadora, modelo, cantora e atriz | Brasil         |             |       |
| 28 de março    | Nilson Nunes        | ator                                   | Brasil         |             |       |
| 5 de abril     | Charles Powell      | ator                                   | Estados Unidos |             |       |
| 8 de abril     | Zeca Camargo        | apresentador                           | Brasil         |             |       |
| 6 de maio      | Britto Júnior       | jornalista e apresentador de televisão | Brasil         |             |       |
| 21 de maio     | Luiz Maçãs          | ator                                   | Brasil         | m. 1996     |       |
| 29 de maio     | Débora Bloch        | atriz                                  | Brasil         |             |       |
| 4 de junho     | Giovanna Gold       | atriz                                  | Brasil         |             |       |
| 7 de julho     | Leonardo Brício     | ator                                   | Brasil         |             |       |
| 30 de julho    | Lisa Kudrow         | atriz                                  | Estados Unidos |             |       |
| 6 de agosto    | Tomoyuki Dan        | ator e seiyū                           | Japão          | m. 2013     |       |
| 19 de agosto   | Marcos Palmeira     | ator                                   | Brasil         |             |       |
| 23 de agosto   | Glória Pires        | atriz                                  | Brasil         |             |       |
| 23 de agosto   | Laura Flores        | atriz, cantora e apresentadora         | México         |             |       |
| 13 de setembro | Ilya São Paulo      | ator                                   | Brasil         | m. 2023     | [ 4 ] |
| 16 de setembro | Andréa Beltrão      | atriz                                  | Brasil         |             |       |
| 19 de setembro | Cláudia Netto       | atriz e cantora                        | Brasil         |             |       |
| 14 de outubro  | Alexandre Frota     | ator, modelo, apresentador e político  | Brasil         |             |       |
| 21 de outubro  | Marisa Orth         | atriz, cantora e apresentadora         | Brasil         |             |       |
| 26 de outubro  | Ted Demme           | ator                                   | Estados Unidos | m. 2002     | [ 5 ] |
| 16 de novembro | William Bonner      | jornalista e escritor                  | Brasil         |             |       |
| 21 de novembro | Nicollette Sheridan | atriz                                  | Reino Unido    |             |       |
| 16 de dezembro | Cristiana Oliveira  | atriz                                  | Brasil         |             |       |

## Mortes
| Data | Nome | Profissão | Nacionalidade | Observações | Ref |
| ---- | ---- | --------- | ------------- | ----------- | --- |